# Festival Chorus Inside
I Festival Chorus Inside sono manifestazioni internazionali musicali e corali fondate ed organizzate ufficialmente da Davide Recchia (dal 2006) e dall'associazione Chorus Inside International (dal 2012). Fino al giugno 2013 si sono svolti sempre a Chieti e in altre città d'Italia. La prima edizione internazionale si è svolta a Budapest nel dicembre 2013.

## Il festival

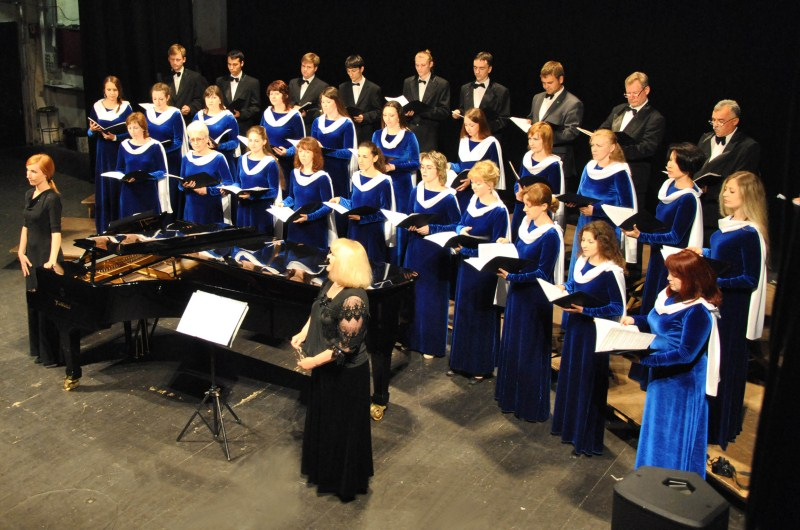
Il coro dell'Università di Ulyanovsk, vincitore del Festival Internazionale Chorus Inside Christmas 2011

### Il concerto di apertura
Tutte le edizioni dei festival vengono aperte dalle esibizioni dei cori partecipanti. La fine della cerimonia prevede l'esecuzione di vari brani da parte di tutti i cori riuniti.

### Il concorso
I festival prevedono una competizione divisa per categorie e per genere come segue:
- cori: musica tradizionale, folklore coreografico, musica polifonica/sacra, jazz, gospel/pop/modern
- vocalist: musica lirica, folkloristica, moderna, cantautori
- musicisti: solisti, musica da camera, orchestre di scuole musicali, orchestre giovanili

### La premiazione
Ogni categoria viene premiata con medaglie d'oro, argento e bronzo in base alla media dei punteggi attribuiti dai singoli giurati. Chi ottiene il punteggio più alto di ogni categoria (cori, vocalist, musicisti) vince il Grand Prix.

## Edizioni
La prima edizione organizzata al di fuori del territorio italiano è stata l'edizione natalizia del 2013, svoltasi a
Budapest.
| Data          | Manifestazione                 | Città              | Partecipanti             | Vincitore                                                                   | Giuria |
| Giugno 2011   | I Chorus Inside "Summer"       | Chieti-Roma        | 18 cori                  | Coro dell'Univeristà di Ulyanovsk                                           | Fabio d'Orazio (IT), Boris Tarakanov (RU), Marcello Bufalini (IT), Cinzia Pennesi (IT)                                                                            |
| Dicembre 2011 | II Chorus Inside "Christmas"   | Chieti-Roma-Bari   | 21 cori                  | Accademia dello Spettacolo                                                  | Fabio d'Orazio (IT), Boris Tarakanov (RU), Maurizio Zanini (IT)                                                                                                   |
| Giugno 2012   | III Chorus Inside "Summer"     | Chieti-Roma-Napoli | 22 cori                  | Perpetuum Mobile                                                            | Fabio d'Orazio (IT), Trofim Andreyevich Suruceanu (MD), Tatiana Chivarova (BG), Boris Tarakanov (RU), Christian Starinieri (IT)                                   |
| Dicembre 2012 | IV Chorus Inside "Christmas"   | Chieti-Roma-Napoli | 25 cori, 35 vocalist     | Raduga Giulia D'Alessandro                                                  | Fabio d'Orazio (IT), George Popov (BG), Bogdan Plish (UA), Christian Starinieri (IT), Tatiana Chivarova (BG), Elena Dragani (IT)                                  |
| Aprile 2013   | V Chorus Inside: Music&Voice   | Chieti             | 80 vocalist, 4 orchestre | Ida Fragassi Giovani Accademici                                             | Marco Frusoni (IT), Tatiana Chivarova (BG), Christian Starinieri (IT), Elena Dragani (IT)                                                                         |
| Giugno 2013   | VI Chorus Inside "Summer"      | Chieti-Roma-Bari   | 25 cori, 32 vocalist     | Decima Polosin-Polosina                                                     | George Popov (BG), Timur Musaev (RU), Lindomar José Gomes Silva (BR), Christian Starinieri (IT), Tatiana Chivarova (BG), Fausto Esposito (IT), Elena Dragani (IT) |
| Dicembre 2013 | VIIChorus Inside "Advent"      | Roma               | 18 cori, 32 vocalist     | Lipa Laura Mancini                                                          | Jayme Amatnecks(BR), Luigi Brandi (IT), Vesna Balijak (HR), Marco Frusoni (IT), Gianluigi Spaziani (IT)                                                           |
| Dicembre 2013 | VIII Chorus Inside "Christmas" | Budapest           | 18 cori                  | Youth Choir of Vitebsk                                                      | Fabio d'Orazio (IT), Kálmán Strausz (HU), Vitaly Rauso (BY) |
| Giugno 2014   | X Chorus Inside "Summer"       | Chieti             | 18 cori, 45 vocalist     | Enchiriadis Federica Pento Maria Codreanu                                   | Jayme Amatnecks (BR), Elena Marian (MD), Christian Starinieri (IT), Arman Gukasian (AM), Gianluigi Spaziani (IT)                                                  |
| Agosto 2014   | XII Chorus Inside "Croatia"    | Rovigno            | 18 cori                  | Coro dell'Università Adam Mickiewicz                                        | Marcos Vinicius (BR) (presidente), Alexey Lyubimov (RU), Francescopaolo Martinicchio (IT), Neven Radaković (HR), Guglielmo Francese (IT)                          |
| Dicembre 2014 | XIV Chorus Inside "Christmas"  | Budapest           | 16 cori, 10 solisti      | Children Choir THM of Saratov                                               | Irina Ivanova (RU) (presidente), Ines Kovačić-Drndić (HR), Guglielmo Francese (IT)                                                                                |
| Aprile 2015   | XVII Chorus Inside "Russia"    | Mosca              | 42 cori, 55 solisti      | Theater College of music and theater arts named G.P. Vishnevskaya           | Liudmila Litsova (RU) (presidente), Marcos Vinicius (BR), Magomed Musayev (RU), Sviridova Zoya (RU), Zabelok Helena (RU)                                          |
| Giugno 2015   | XVIII Chorus Inside "Summer"   | Chieti             | 14 cori, 52 solisti      | Coro Giovanile Kapel                                                        | Gianluigi Spaziani (IT) (presidente), Karen Zohrabyan (IT), Manuela Iervese (IT)                                                                                  |
| Agosto 2015   | XIX Chorus Inside "Croatia"    | Rovigno            | 13 cori, 12 solisti      | Choir of Medical University of Lodz                                         | Neven Radaković (HR) (presidente), Ines Kovačić-Drndić (HR), Aneta Nikolaeva (RU)                                                                                 |
| Dicembre 2015 | XX Chorus Inside "Advent"      | Roma               | 15 cori, 30 solisti      | Academic Chamber Choir of Academy of Social Sciences (of Łódź)              | Luigi Brandi (IT) (presidente), Mariangela Di Giamberardino (IT), Arman Gukasyan (AM)                                                                             |
| Aprile 2016   | XXI Chorus Inside "Russia"     | Saratov            | 38 cori, 18 solisti      | Theater of choral music of Saratov                                          | Ludmila Litsova (RU) (presidente), Ekaterina Naumova (RUS), Lilija Belova (RU)                                                                                    |
| Giugno 2016   | XXII Chorus Inside "Summer"    | Chieti             | 25 cori, 28 solisti      | Starshiy Chor n. 6 Anna Rosa Solinas                                        | Pasquale Veleno (IT) (presidente), Saribek Sargsyan (AM), Polina Balva (RU)                                                                                       |
| Agosto 2016   | XXIII Chorus Inside "Croatia"  | Rovigno            | 22 cori, 15 solisti      | Chór Akademii Techniczno-Humanistycznej w Bielsku-Białej                    | Pasquale Veleno (IT) (presidente), Branko Okmaca (HR), Aneta Nikolaeva (RU)                                                                                       |
| Dicembre 2016 | XXIVChorus Inside "Advent"     | Roma               | 25 cori, 32 solisti      | Carminis Cantores                                                           | Francesco Mazzitelli (IT) (presidente), Tatiana Bobyr(UKR), Luigi Brandi (IT)                                                                                     |
| Giugno 2017   | XXV Chorus Inside "Summer"     | Chieti             | 28 cori, 38 solisti      | Zolotoy Kliuchik Fedor Rytikov                                              | Francesco Mazzitelli (IT) (presidente), Saribek Sargsyan (AM), Alberto Ortolano (IT)                                                                              |
| Luglio 2017   | XXVI Chorus Inside "Espana"    | Lloret de Mar      | 13 cori, 20 solisti      | Monte Gonare Dilara Gadel                                                   | Pasquale Veleno (IT) (presidente), Branko Okmaca (HR), Aneta Nikolaeva (RU)                                                                                       |
| Agosto 2017   | XXVII Chorus Inside "Croatia"  | Rovigno            | 25 cori, 35 solisti      | Technik Akademic Elena Butyrina                                             | Pasquale Veleno (IT) (presidente), Maria Struve (RU), Oriana Vozila (HR)                                                                                          |
| Dicembre 2017 | XXVIIIChorus Inside "Advent"   | Roma               | 29 cori, 42 solisti      | Ukrainian folk choir named after "Stanislav Pavliuchenko" Armenuhi Bazinyan | Pasquale Veleno (IT) (presidente), Aldo Cicconofri (IT), Francesco Mazzitelli (IT)                                                                                |
| Aprile 2018   | Chorus Inside "Moscow Sounds"  | Mosca              | 78 cori, 55 solisti      | Gerberto                                                                    | - |
| Giugno 2018   | Chorus Inside "Summer"         | Chieti             | 22 cori, 38 solisti      | Capricolium Ohitva Kristina                                                 | Eugenio Malm Mayer (RU) (presidente), Anna Poghosyan (AM), Grau Sanchis Montserrat (ESP)                                                                          |
| Luglio 2018   | Chorus Inside "Espana"         | Lloret de Mar      | 16 cori, 39 solisti      | Pueri et puellae cantores plocenses Nathalie-Anna Ufer                      | Pasquale Veleno (IT) (presidente), Saribek Sargsyan (AM), Pep Busquets (ESP), Rositsa Yordanova (BG)                                                              |
| Agosto 2018   | Chorus Inside "Croatia"        | Rovigno            | 15 cori, 12 solisti      | Unison Stars Laura Marincel                                                 | Pasquale Veleno (IT) (presidente), Oriana Vozila (HR), Armando Frittella (IT)                                                                                     |
| Dicembre 2018 | Chorus Inside "Advent"         | Roma               | -                        | Jakarta Youth Choir Tatiana Vanderlei De Figueiredo                         | Pasquale Veleno (IT) (presidente), Giselle Elgarresta Rios (USA), Ines Kovačić Drndić (HR)                                                                        |
| Dicembre 2018 | Chorus Inside "Christmas"      | Budapest           | -                        | Kameralny Chor Społecznej Akademii Nauk W Łódz Irina Zaitsevai              | Éva Kollár (HU) (presidente), Tetiana Bobyr (UKR), Irina Karavanskaya (RUS)                                                                                       |

### Edizioni speciali

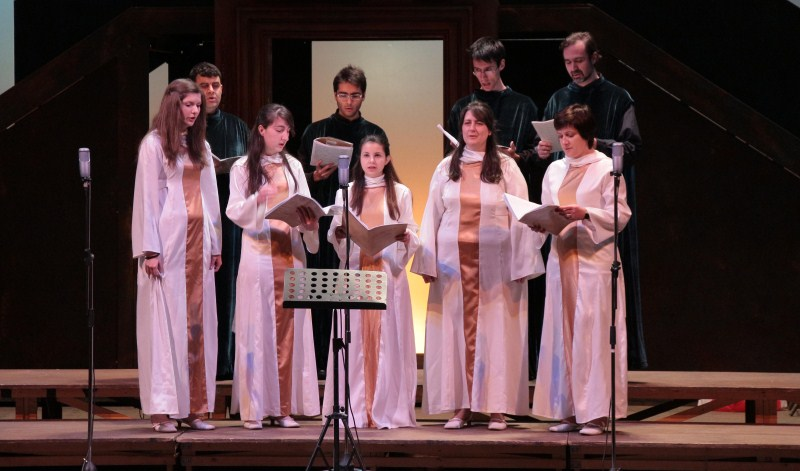
Il coro Hosanna durante l'esibizione dell'edizione speciale 2013.

Le edizioni speciali sono edizioni a tema che non prevedono competizioni ma comunque un riconoscimento attribuito dalla commissione artistica.
| Anno | Manifestazione                       | Città               | Partecipanti | Vincitore             | Commissione artistica                      |
| 2006 | Rassegna di Cori Polifonici          | Canosa Sannita (IT) | 9 cori       | I cantori dell'alba   | Paolo Di Caro (IT)                         |
| 2007 | Chorus Inside Folk                   | Chieti-Pescara (IT) | 18 cori      | More majorum          | Paolo Di Caro (IT)                         |
| 2009 | Chorus Inside "Abruzzo in the World" | Praga (CZ)          | 25 cori      | Terra d'Abruzzo       | Paolo Di Caro (IT)                         |
| 2010 | Chorus Inside "Millennium"           | Roma (IT)           | 32 cori      | Cantabile             | Paolo Di Caro (IT), Yacouba Dembele (BF)   |
| 2013 | Chorus Inside "Osanna"               | Lanciano (IT)       | 32 cori      | Chamber Choir Hosanna | George Popov (BG), Massimo Cotellessa (IT) |
| 2015 | Chorus Inside "Passio Christi"       | Chieti (IT)         | 25 cori      | -                     | -                                          |
| 2016 | Chorus Inside "Passio Christi"       | Chieti (IT)         | 24 cori      | Coro Ulibka           | Vari                                       |
| 2017 | Chorus Inside "Passio Christi"       | Chieti (IT)         | 19 cori      | Acli 2000             | Vari                                       |
| 2018 | Chorus Inside "Passio Christi"       | Chieti (IT)         | 24 cori      | Francesco d'Urbano    | Vari                                       |

## Curiosità
Alla VII edizione del festival, svolta a Roma, i cori riuniti hanno eseguito in anteprima mondiale l'Ave Maria di Marcos Vinicius.

## Presidenti onorari
Il titolo di presidente onorario viene assegnato per aver contribuito significativamente alla cultura artistica e musicale.
- Armando Ginesi[30][31]
- Gianni Morandi[32][33]